# Leli Hernández
Leli Hernández (Estados Unidos, Miami, 15 de junio de 1995), es una actriz y cantante estadounidense-dominicana conocida por su papel principal en la serie de Nicky Jam: el ganador, donde interpreta Stephanie Rivera.

## Trayectoria
Comenzó su carrera como modelo a tiempo parcial en Miami y se traslada a la ciudad de Los Ángeles para trabajar en la industria de la televisión y el cine. Su primera participación en programa de televisión fue en Caught the Series estrenada para la fecha 9 de abril de 2017. En 2018 debuta como actriz en la serie de Netflix Nicky Jam: el ganador, donde su interpretación fue como hermana de Nicky Jam nombrada como Stephanie Rivera. Tuvo participación en Latin American Music Awards 2023.

### Carrera musical
En octubre de 2020 se estrena el sencillo «Piensas» donde participa Hernández, audiovisual publicado por el canal de YouTube de Warner Música, parte de la banda musical de la serie Bravas una serie de Youtube Originals.
 En febrero de 2022 estrenó «F U» en colaboración con el dúo de rap argentino y venezolano, Play-N-Skillz. En abril de 2023 estrenó el audiovisual «Salgo Bonita», alcanzó más de un millón (1,000,000) de reproducciones en YouTube.